# Giulia Nassa
Giulia Silveira Nassa (São Paulo, 2 de março de 2003), também conhecida como Giu Nassa, é uma atriz, cantora, compositora, apresentadora e ilustradora brasileira. Integrante do grupo BFF Girls, que bombou com o hit “Meu Crush” e já soma 200 milhões de views. Giulia é conhecida pela atuação nos filmes O Melhor Verão das Nossas Vidas (2020), Coração de Cowboy (2018) e Sistema Bruto (2022).

## Carreira

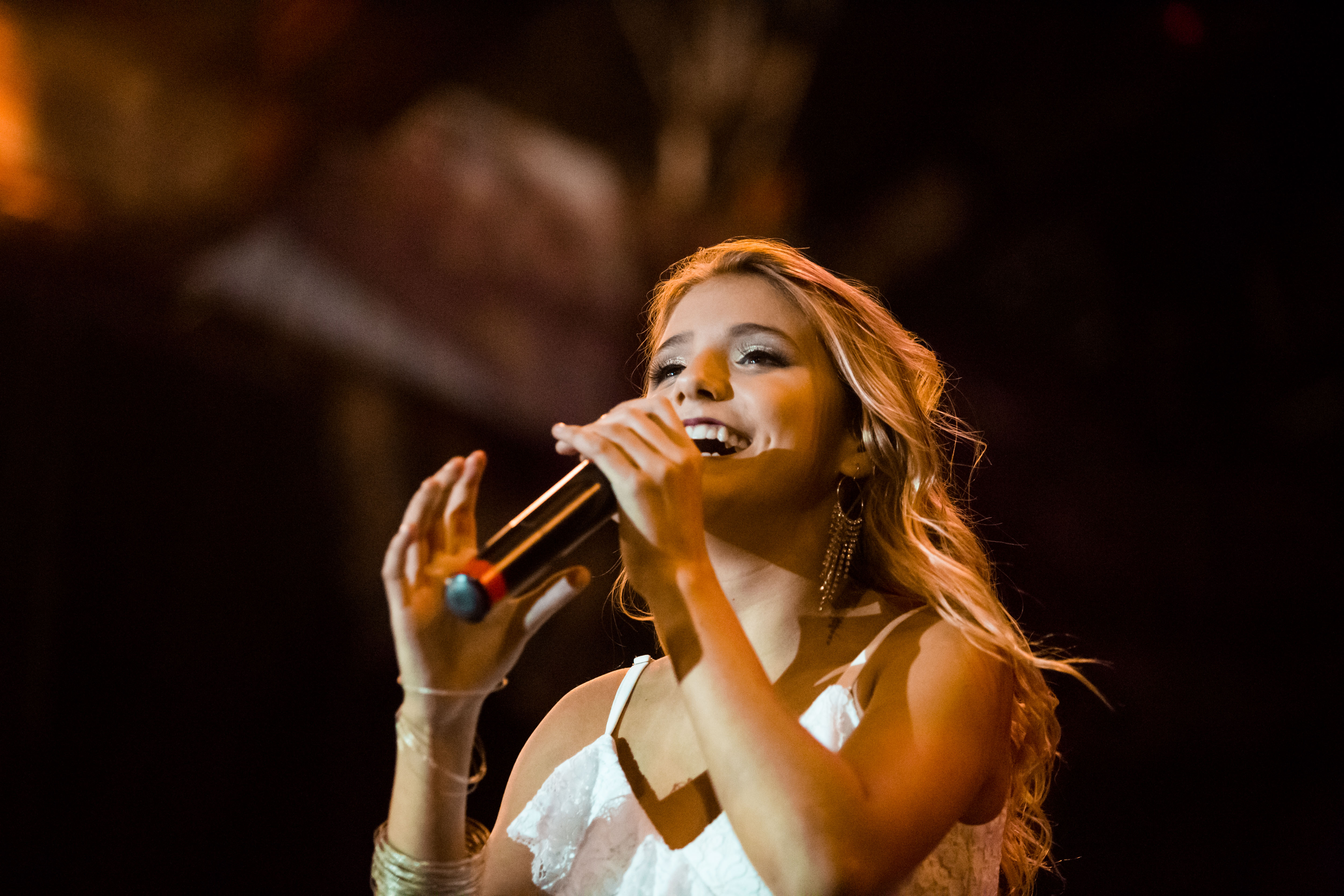
Nassa apresentando-se na comemoração do aniversário de 59 anos do município de Itapevi (2018)

Giu iniciou sua carreira fazendo teatro musical com 10 anos pela Teen Broadway, onde estrelou musicais como Enrolados (Rapunzel), Shrek (Fiona), Aladdin (Gênio) e Peter Pan (Peter).
Aos 12 anos, fez sua participação no The Voice Kids, onde chegou até às quartas de final. Após isso, sua carreira deslanchou e Giu fez seu primeiro musical profissional com a peça Peter Pan, onde interpretou Wendy, em turnê pelo Teatro Bradesco, em São Paulo e Rio de Janeiro. Em 2017, fechou um contrato com a Sony Music para participar do grupo BFF Girls.
Estreou no cinema como atriz em 2018, com o filme "Coração de Cowboy", e também começou seu canal no YouTube, onde traz covers, entrevistas, musicais e tags e já conta com mais de 26 milhões de visualizações. Neste mesmo ano, lançou com as BFF Girls, o livro ”O começo de uma história pra ficar”.

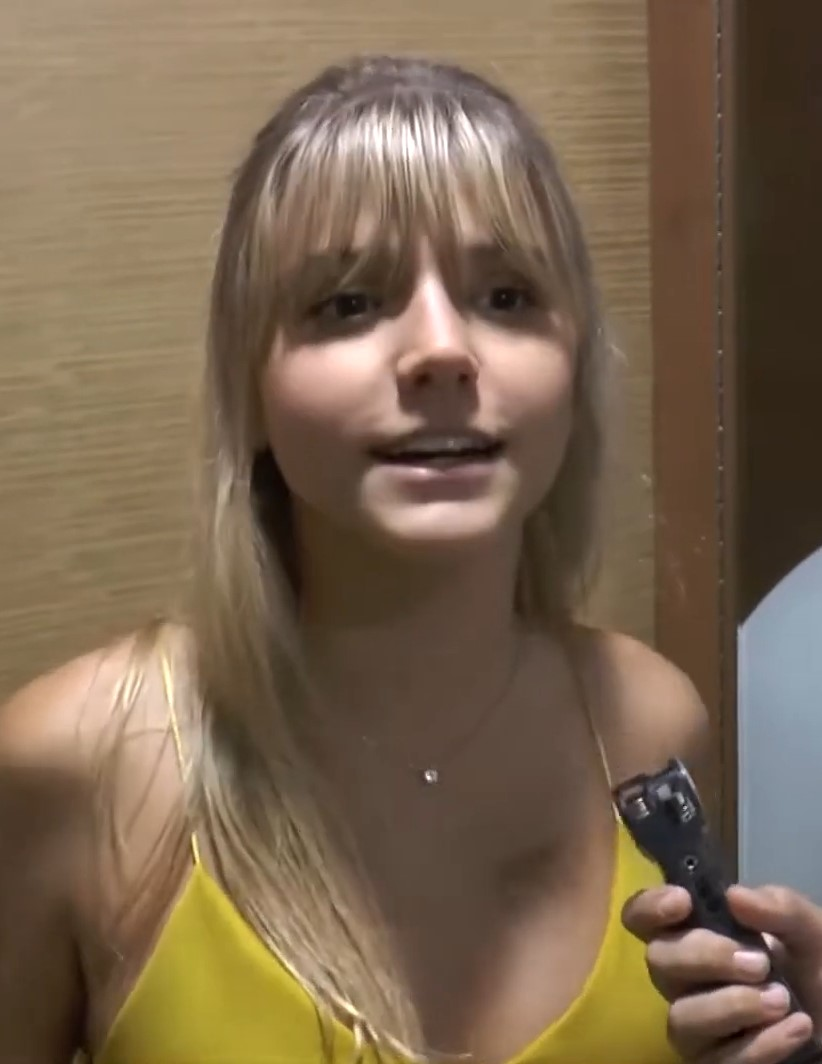
Nassa em 2018 na pré estreia de Encantado.

Em 2019, Giulia ilustrou o livro “Diário de Uma Garota Preocupada”, e, em 2020, protagonizou, ao lado das BFF Girls, a websérie “Por Trás da Música” e o filme “O Melhor Verão de Nossas Vidas”, no papel de Giu.
Em 2021, Giu foi convocada para o MPN Squad, apresentando o Meus Prêmios Nick ao lado de Bianca Andrade, Fred dos Desimpedidos, Gabriel Peixinho, Júlia Olliver e Pietro Guedes.
Foi convidada pela Netflix para entrevistar os elencos de “Confissões de Uma Garota Excluída”, “Julie e os Fantasmas", "Depois do Universo”, “Temporada de Verão” e “Sweet Tooth”. Além disso, também já entrevistou Karen Gillan, Gal Gadot, os diretores de Frozen 2, Larissa Manoela, Bruno Martini e Diarra Sylla.
Ainda no ano de 2021, junto com as BFF Girls, lançou o DVD “Geração BFF”. Com produção da JL Produções, o projeto foi dividido em três EPs, e com lançamentos semanais e contou com as participações de Dilsinho, Ananda e Lucas Burgatti.

## Filmografia

### Televisão
| Ano     | Título                        | Personagem            | Notas                      |
| ------- | ----------------------------- | --------------------- | -------------------------- |
| 2017    | The Voice Kids                | Participante          |                            |
| 2023    | Use Sua Voz                   | Giulia Tavares        |                            |
| 2023    | Fuja se For Capaz             | Assistente IARA       |                            |
| 2024    | A Infância de Romeu e Julieta | Valentina Avelar (VV) | Episódio: "12–16 de junho" |
| 2024–25 | A Caverna Encantada           | Cristina              |                            |

### Cinema

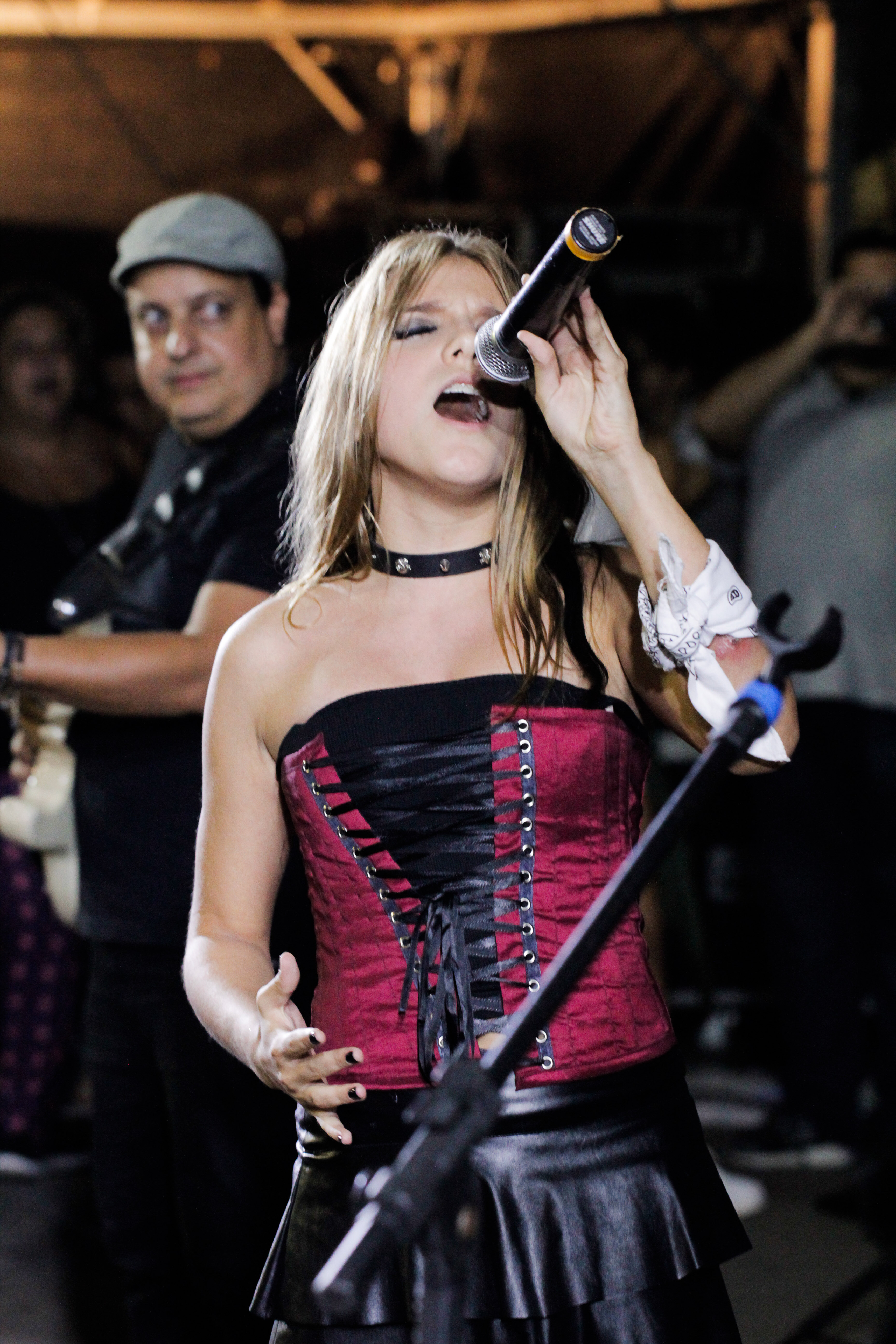
Nassa apresentando-se na comemoração do aniversário de 58 anos do município de Itapevi (2017)

| Ano  | Título                          | Personagem           |
| ---- | ------------------------------- | -------------------- |
| 2018 | Coração de Cowboy               | Marcelle             |
| 2020 | O Melhor Verão das Nossas Vidas | Giulia               |
| 2022 | Sistema Bruto                   | Luana                |
| 2023 | Um Ano Inesquecível - Inverno   | Maria Eugênia (Magê) |
| TBA  | LiveStream                      | Nina                 |
| TBA  | Speak Up                        | Julie                |

## Teatro
| Ano  | Título da Peça | Personagem | Companhia                |
| ---- | -------------- | ---------- | ------------------------ |
| 2014 | Enrolados      | Rapunzel   | Curso Livre Teenbroadway |
| 2015 | Aladdin        | Gênio      | Curso Livre Teenbroadway |
| 2015 | Shrek          | Fiona      | Curso Livre Teenbroadway |
| 2016 | Peter Pan      | Peter      | Curso Livre Teenbroadway |
| 2016 | Descendentes   | Mal        | Curso Livre Paula Castro |
| 2017 | Peter Pan      | Wendy      | Companhia Black N’ Red”  |

## Literatura
| Ano  | Título do Livro                               | Editora                               |
| ---- | --------------------------------------------- | ------------------------------------- |
| 2018 | O Começo de Uma História pra Ficar            | HarperCollins                         |
| 2019 | Diário de Uma Garota Preocupada (ilustradora) | Pé de Lima Editorial Editora da Praça |

## Discografia

### Extended plays(EPs)
| Título     | Detalhes                                                                                           |
| ---------- | -------------------------------------------------------------------------------------------------- |

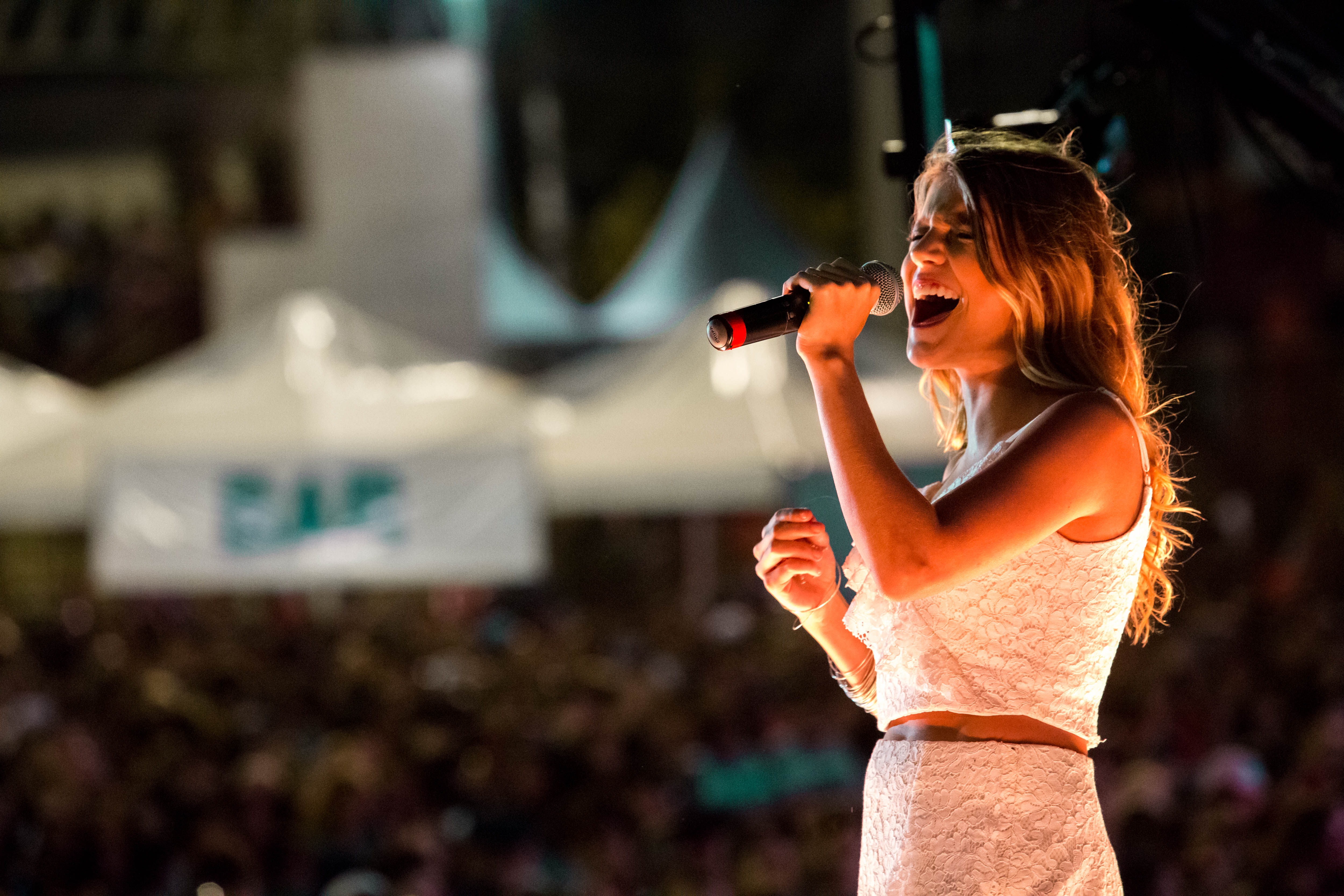
Nassa apresentando-se na comemoração do aniversário de 59 anos do município de Itapevi (2018)

| Nossa Vibe | - Lançamento: 29 de maio de 2019 - Gravadora: Sony Music - Formato(s): Download digital, streaming |

### Singles
| Ano  | Canção       | Álbum                         |
| ---- | ------------ | ----------------------------- |
| 2018 | "BFF"        | Não adicionado a nenhum álbum |
| 2018 | "Meu Crush"  | Não adicionado a nenhum álbum |
| 2018 | "Pode Parar" | Não adicionado a nenhum álbum |
| 2018 | "Eu Shippo"  | Não adicionado a nenhum álbum |
| 2019 | "Flashback"  | Nossa Vibe                    |
| 2019 | "Com Você"   | Nossa Vibe                    |
| 2019 | "Minha Vibe" | Nossa Vibe                    |
| 2019 | "Eu Sou"     | Não adicionado a nenhum álbum |
| 2019 | "Fica"       | Não adicionado a nenhum álbum |
| 2020 | "Timidez"    | Não adicionado a nenhum álbum |
| 2020 | "Promete"    | Não adicionado a nenhum álbum |

### Como artista convidada
| Ano  | Canção                                       | Álbum                         |
| ---- | -------------------------------------------- | ----------------------------- |
| 2020 | "Lembra Você" (Sienna Belle part. BFF Girls) | Não adicionado a nenhum álbum |

## Covers
| Ano  | Canção                            | Álbum                         |
| ---- | --------------------------------- | ----------------------------- |
| 2018 | "Havana"                          | Não adicionado a nenhum álbum |
| 2018 | "Trevo (Tu)"                      | Não adicionado a nenhum álbum |
| 2018 | "There's Nothing Holdin' Me Back" | Não adicionado a nenhum álbum |
| 2018 | "Drag Me Down"                    | Não adicionado a nenhum álbum |
| 2018 | "Do Seu Lado"                     | Não adicionado a nenhum álbum |
| 2018 | "That's My Girl"                  | Não adicionado a nenhum álbum |
| 2018 | "Cedo Ou Tarde"                   | Não adicionado a nenhum álbum |
| 2018 | "New Rules"                       | Não adicionado a nenhum álbum |
| 2018 | "Estoy Aquí"                      | Não adicionado a nenhum álbum |
| 2018 | "Passarinhos"                     | Não adicionado a nenhum álbum |
| 2018 | "Simples e Romântico"             | Não adicionado a nenhum álbum |
| 2018 | "Um Anjo Caiu do Céu"             | Não adicionado a nenhum álbum |
| 2018 | "Girls Just Wanna Have Fun"       | Não adicionado a nenhum álbum |
| 2018 | "Wannabe"                         | Não adicionado a nenhum álbum |
| 2018 | "Versos Simples"                  | Não adicionado a nenhum álbum |
| 2019 | "Mi Crush (Meu Crush)"            | Não adicionado a nenhum álbum |
| 2019 | "Wings"                           | Não adicionado a nenhum álbum |
| 2019 | "A Lenda"                         | Não adicionado a nenhum álbum |
| 2019 | "Talk"                            | Não adicionado a nenhum álbum |
| 2019 | "Bilhete 2.0"                     | Não adicionado a nenhum álbum |
| 2019 | "Attention"                       | Não adicionado a nenhum álbum |
| 2019 | "Meu Erro"                        | Não adicionado a nenhum álbum |

## Trilhas sonoras
| Ano  | Canção                                   | Filme/Novela                                    |
| ---- | ---------------------------------------- | ----------------------------------------------- |
| 2018 | "Meu Crush"                              | Carinha de Anjo (Trilha sonora da novela)       |
| 2018 | "Girls Just Wanna Have Fun"              | Espelho da Vida - Vol 2                         |
| 2019 | "Não Vamos Parar"                        | Angry Birds 2 (Trilha sonora em português)      |
| 2020 | "Segunda Chance"                         | O Melhor Verão das Nossas Vidas (Trilha sonora) |
| 2020 | "Be With Me" (com part. de Murilo Bispo) | O Melhor Verão das Nossas Vidas (Trilha sonora) |

## Prêmios e indicações
| Ano  | Prêmio                                   | Categoria                                      | Indicação                   | Resultado |
| ---- | ---------------------------------------- | ---------------------------------------------- | --------------------------- | --------- |
| 2016 | Troféu XVII Maratona Cultural ACESC 2016 | Cantora Infanto Juvenil de São Paulo           | Giu Nassa                   | Venceu    |
| 2018 | Meus Prêmios Nick                        | Youtuber Musical Favorito                      | BFF Girls                   | Venceu    |
| 2018 | Meus Prêmios Nick                        | Revelação Musical                              | BFF Girls                   | Indicadas |
| 2019 | Kids' Choice Awards                      | Influencer Musical Brasileiro Favorito         | BFF Girls                   | Venceu    |
| 2019 | Prêmio F5                                | Melhor dupla ou banda musical                  | BFF Girls                   | Indicadas |
| 2019 | Prêmio Jovem Brasileiro                  | Qual é o Rookie do Ano (Novo Artista ou Grupo) | BFF Girls                   | Indicadas |
| 2020 | Meus Prêmios Nick                        | Hit Nacional Favorito                          | "Fica"                      | Indicadas |
| 2020 | Meus Prêmios Nick                        | Conteúdo Digital do Ano                        | Websérie Por trás da Música | Indicadas |
| 2020 | Meus Prêmios Nick                        | Vencedores Épicos do KCA                       | BFF Girls                   | Indicadas |
| 2021 | Prêmio Jovem                             | Melhor Cover                                   | Giu Nassa                   |           |
| 2021 | Influency.me                             | Arte&Cultura                                   | BFF Girls                   | Indicadas |
| 2022 | Prêmio Jovem                             | Banda/Grupo do ano                             | BFF Girls                   | Indicadas |